# Las Cruces, San Miguel de Allende
Las Cruces är en ort i Mexiko.   Den ligger i kommunen San Miguel de Allende och delstaten Guanajuato, i den centrala delen av landet, 230 km nordväst om huvudstaden Mexico City. Las Cruces ligger 2 063 meter över havet och antalet invånare är 187.
Terrängen runt Las Cruces är varierad. Runt Las Cruces är det ganska tätbefolkat, med 108 invånare per kvadratkilometer. Närmaste större samhälle är San Miguel de Allende, 16,4 km sydväst om Las Cruces. Trakten runt Las Cruces består i huvudsak av gräsmarker.